# Phyllis Lyon

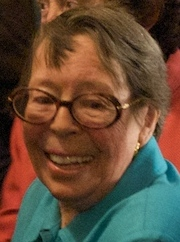
Phyllis Lyon, 2008

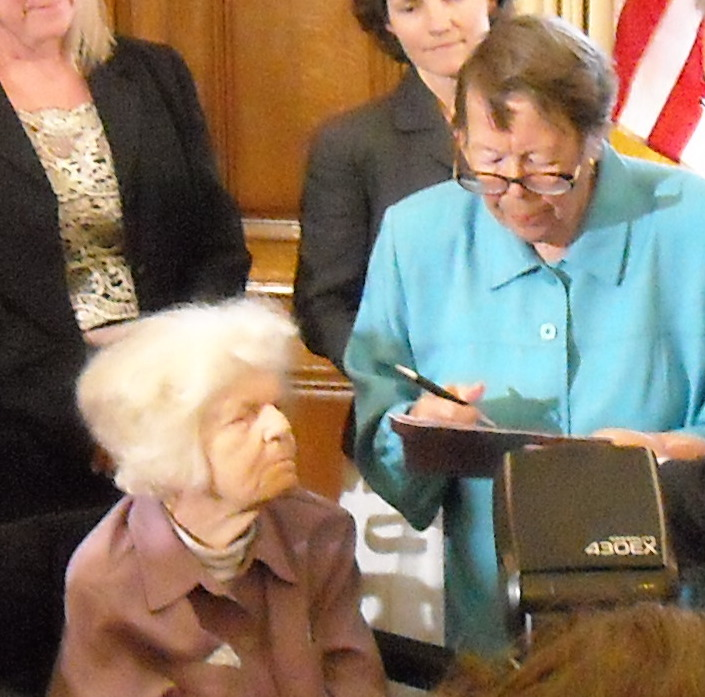
Hochzeit von Del Martin und Phyllis Lyon

Martin und Lyon bei ihrer ersten Hochzeit, 2004

Phyllis Ann Lyon (* 10. November 1924 in Tulsa, Oklahoma; † 9. April 2020 in San Francisco, Kalifornien) war eine US-amerikanische Journalistin, Autorin und LSBTI-Aktivistin.

## Leben
Lyon besuchte das San Francisco State College und studierte bis 1946 an der University of California, Berkeley Journalistik, wo sie einen Bachelor of Arts erreichte. Nach ihrem Universitätsabschluss arbeitete sie als Journalistin. Als Reporterin arbeitete sie in den 1940er Jahren für die Zeitung Chico Enterprise-Record in Chicago. In den 1950er Jahren war sie für zwei Magazine in Seattle als Journalistin tätig.
In den 1950er Jahren war Lyon Mitgründerin der Organisation Daughters of Bilitis. 1963 gründete Lyon gemeinsam mit Del Martin die Zeitschrift The Ladder. 2008 heiratete sie ihre langjährige Lebensgefährtin Del Martin, mit der sie mehrere Bücher und Beiträge in diversen Magazinen als Autorinnen gemeinsam verfasst hatte. Im April 2020 verstarb Lyon in San Francisco.

## Werke (Auswahl)
- Lesbian/Woman, 1972 (gemeinsam mit Del Martin) (Stonewall Book Award 1972)
- Lesbian Love and Liberation, 1973 (gemeinsam mit Del Martin)
- Battered Wives, 1979

## Filme über Phyllis Lyon
- 2003: No Secret Anymore: The Times of Del Martin & Phyllis Lyon
- 2017: When We Rise: Rolle von Phyllis Lyon gespielt von Schauspielerin Maddie Corman